# Узынколь (озеро, Костанайский район)
Узынколь (каз. Ұзынкөл) — озеро в Костанайском районе Костанайской области Казахстана. Находится в 22 км к юго-востоку от посёлка Костычевка.
По данным топографической съёмки 1944 года, площадь поверхности озера составляет 3,13 км². Наибольшая длина озера — 3,4 км, наибольшая ширина — 1,5 км. Длина береговой линии составляет 9,1 км, развитие береговой линии — 1,44. Озеро расположено на высоте 198,1 м над уровнем моря.